# Strażnica WOP Przytor
Strażnica WOP Przytor – podstawowy pododdział graniczny Wojsk Ochrony Pogranicza.

## Formowanie i zmiany organizacyjne
Strażnica została sformowana w 1945 w strukturze 15 komendy odcinka Międzyzdroje jako 73 strażnica WOP (Hafferborst) o stanie 56 żołnierzy. Kierownictwo strażnicy stanowili: komendant strażnicy, zastępca komendanta do spraw polityczno-wychowawczych i zastępca do spraw zwiadu. Strażnica składała się z dwóch drużyn strzeleckich, drużyny fizylierów, drużyny łączności i gospodarczej. Etat przewidywał także instruktora do tresury psów służbowych oraz instruktora sanitarnego.
Na początku 1947 obsada personalna strażnicy została wymieniona z obsadą 188 strażnicy Kuźnica.
Z dniem 1.04.1947 strażnica, pozostając nadal w strukturach 15 komendy odcinka, została przekazana do szczecińskiego oddziału WOP nr 3.
W związku z reorganizacją oddziałów WOP w 1948, strażnica podporządkowana została dowódcy 46 batalionu OP. W 1949 strażnicę zlikwidowano.

## Służba graniczna
Strażnice sąsiednie:
72 strażnica WOP Świnoujście, 74 strażnica WOP Lubień - 1946

## Dowódcy strażnicy
- por. Władysław Malej (był 10.1946)[b].